# Bachmühle (Burgthann)
Bachmühle ist ein Gemeindeteil der Gemeinde Burgthann im Landkreis Nürnberger Land (Mittelfranken, Bayern). Bachmühle liegt in der Gemarkung Oberferrieden.

## Lage
Der Weiler liegt an der Kreisstraße LAU 22, die unmittelbar südlich in die Bundesstraße 8 mündet bzw. nach Burgthann führt (1,8 km nördlich). Unmittelbar nördlich verläuft die Bahnstrecke Regensburg–Nürnberg.

## Geschichte
Mit dem Gemeindeedikt (frühes 19. Jahrhundert) wurde Bachmühle dem Steuerdistrikt Oberferrieden und der Ruralgemeinde Oberferrieden zugewiesen. Im Zuge der Gebietsreform in Bayern wurde Bachmühle am 1. Januar 1972 nach Burgthann eingegliedert.